# Sparta (grad)
Sparta (grčki: Σπάρτη) grad je i općina u grčkoj periferiji Peloponezu. Sparta je glavni grad prefekture Lakonije.
Nalazi se na mjestu starijeg antičkog grada Sparte. Po popisu iz 2001. godine općina Sparta imala je 18.184 stanovnika, od čega je 14.817 živjelo u samom gradu Sparti.

## Povijest
Sve do početka 19. stoljeća, naselje Sparta bilo je malo skromno naselje (selo) koje je ležalo u sjeni važnijeg obližnjeg srednjovjekovnog grčkog grada Mistrasa. Nakon Grčkog rata za nezavisnost 1834. godine, tadašnji grčki kralj Oton I. odlučio je nanovo izgraditi Spartu na mjestu starijeg povijesnog naselja, s istim imenom, koje se na modernom grčkom jeziku (demotiki) izgovara Sparti, a na starijem lokalnom grčkom (tsakonskom) Sparta.
Moderni grad Sparta planiran je s ambicijama da postane jedan od najljepših gradova nove Grčke, sa širokim bulevarima i parkovima. Za vrijeme Kraljevine Grčke (1832. – 1973.), titula "knez od Sparte" upotrebljavala se za nasljednog grčkog kraljevića (grčki: διάδοχος, diádokhos).
Današnja Sparta je administrativno sjedište prefekture Lakonije. Sparta je sjedište arhaičnog dijalektnog grčkog jezika znanog kao tsakonski jezik, koji se očuvao do današnjeg dana jedino u Lakoniji od čitavog Peloponeza, iako ga danas govori vrlo malo ljudi.
Sparta je središte poljoprivrednog kraja u dolini rijeke Eurotas. U gradu se prerađuju citrusi i masline.

## Gradovi prijatelji
- Stamford, Connecticut, SAD

## Rast stanovništva moderne Sparte
| Godina | Uže gradsko stanovništvo | Šire gradsko stanovništvo |
| ------ | ------------------------ | ------------------------- |
| 1961.  | 10.412                   | —                         |
| 1981.  | 12.975                   | —                         |
| 1991.  | 13.011                   | 16.322                    |
| 2001.  | 14.817                   | 19.567                    |

## Poznati Spartanci
- Leonida I., vođa 300 spartanskih vojnika u bitci kod Termopila

## Vanjske poveznice
- [neaktivna poveznica] (engl.)